# Erebia eutaenia
Erebia eutaenia är en fjärilsart som beskrevs av Karl Schawerda 1911. Erebia eutaenia ingår i släktet Erebia och familjen praktfjärilar. Inga underarter finns listade i Catalogue of Life.